# 大学路 (揭阳)
大学路是中华人民共和国广东省揭阳市惠来县的一條东西走向的道路，位于神泉镇、东陇镇、华湖镇三镇交界处，属神泉镇南华社区。全長2846米，寬36米，为全线双向四车道。

## 與之交匯道路
道路顺序由西往东排列
- 揭神公路（G238／S236）
- 科教西路
- 司神路／科教大道（S235）

## 兩旁的主要建築物/機構
由西往东排列
- 文昌村农家乐
- 广东工业大学揭阳校区

## 交通
巴士
- 大学路西站：惠来公交5路